# Campeonato Brasileiro de Seleções de Futsal de 2009
O Campeonato Brasileiro de  Seleções de Futsal de 2009 foi a 26º edição do torneio, promovido pela CBFS, cuja fase decisiva foi disputada entre os dias 25 e 29 de agosto em Aracaju, Sergipe.
A seleção de Sergipe foi a campeã, conquistando assim seu primeiro título da competição. A seleção paranaense foi a vice-campeã.

## Árbitros
| - Aristóteles Marques de Oliveira - Edmo Oliveira Santos - Givaldo José dos Santos - Jorge Barbosa Gomes |  | - Josimarques Domingos Lins - Lenilson de Lima - Marcos Antônio da Silva Brígido - Michel Jean Bonnaud |

## Primeira fase

### Grupo A
| #  | Seleção | Pts | J | V | E | D | GP | GC | SG  |
| -- | ------- | --- | - | - | - | - | -- | -- | --- |
| 1º | Paraná  | 9   | 3 | 3 | 0 | 0 | 18 | 4  | +14 |
| 2º | Sergipe | 6   | 3 | 2 | 0 | 1 | 13 | 6  | +7  |
| 3º | Goiás   | 3   | 3 | 1 | 0 | 2 | 8  | 10 | -2  |
| 4º | Roraima | 0   | 3 | 0 | 0 | 3 | 1  | 13 | -12 |

| 25 de agosto de 2009 | Roraima | 1 x 3 | Goiás | Ginásio Augusto Franco, Aracaju |
| 15h30                |         |       |       |                                 |

| 25 de agosto de 2009 | Sergipe | 2 x 3 | Paraná | Ginásio Augusto Franco, Aracaju |
| 20h30                |         |       |        |                                 |

| 26 de agosto de 2009 | Goiás | 2 x 5 | Paraná | Ginásio Augusto Franco, Aracaju |
| 15h30                |       |       |        |                                 |

| 26 de agosto de 2009 | Sergipe | 4 x 0 | Roraima | Ginásio Augusto Franco, Aracaju |
| 20h30                |         |       |         |                                 |

| 27 de agosto de 2009 | Paraná | 10 x 0 | Roraima | Ginásio Augusto Franco, Aracaju |
| 15h30                |        |        |         |                                 |

| 27 de agosto de 2009 | Sergipe | 7 x 3 | Goiás | Ginásio Augusto Franco, Aracaju |
| 20h30                |         |       |       |                                 |

### Grupo B
| #  | Seleção      | Pts | J | V | E | D | GP | GC | SG |
| -- | ------------ | --- | - | - | - | - | -- | -- | -- |
| 1º | Minas Gerais | 7   | 3 | 2 | 1 | 0 | 14 | 8  | +6 |
| 2º | Ceará        | 7   | 3 | 2 | 1 | 0 | 9  | 6  | +3 |
| 3º | Pará         | 3   | 3 | 1 | 0 | 2 | 6  | 12 | -6 |
| 4º | Pernambuco   | 0   | 3 | 0 | 0 | 3 | 3  | 6  | -3 |

| 25 de agosto de 2009 | Ceará | 3 x 1 | Pará | Ginásio Augusto Franco, Aracaju |
| 17h10                |       |       |      |                                 |

| 25 de agosto de 2009 | Pernambuco | 1 x 2 | Minas Gerais | Ginásio Augusto Franco, Aracaju |
| 18h50                |            |       |              |                                 |

| 26 de agosto de 2009 | Minas Gerais | 5 x 5 | Ceará | Ginásio Augusto Franco, Aracaju |
| 17h10                |              |       |       |                                 |

| 26 de agosto de 2009 | Pará | 3 x 2 | Pernambuco | Ginásio Augusto Franco, Aracaju |
| 18h50                |      |       |            |                                 |

| 27 de agosto de 2009 | Pernambuco | 0 x 1 | Ceará | Ginásio Augusto Franco, Aracaju |
| 17h10                |            |       |       |                                 |

| 27 de agosto de 2009 | Pará | 2 x 4 | Minas Gerais | Ginásio Augusto Franco, Aracaju |
| 18h50                |      |       |              |                                 |

## Fase final
|  | Semifinal    | Semifinal |           |  | Final  | Final     |  |
|  |              |           |           |  |        |           |  |
|  |              |           |           |  |        |           |  |
|  | Paraná       | 3         |           |  |        |           |  |
|  | Ceará        | 1         |           |  |        |           |  |
|  |              |           |           |  |        |           |  |
|  |              |           |           |  |        |           |  |
|  |              |           |           |  | Paraná | 3 (0) (2) |  |
|  |              | Sergipe   | 3 (0) (3) |  |        |           |  |
|  |              |           |           |  |        |           |  |
|  |              |           |           |  |        |           |  |
|  |              |           |           |  |        |           |  |
|  |              |           |           |  |        |           |  |
|  | Minas Gerais | 1         |           |  |        |           |  |
|  | Sergipe      | 7         |           |  |        |           |  |

## Classificação final
| Posição | Seleção      |
| ------- | ------------ |
| 1       | Sergipe      |
| 2       | Paraná       |
| 3       | Minas Gerais |
| 4       | Ceará        |
| 5       | Goiás        |
| 6       | Pará         |
| 7       | Pernambuco   |
| 8       | Roraima      |

## Principais Artilheiros
| Gols | Jogador    | Seleção      |
| ---- | ---------- | ------------ |
| 6    | Bolinha    | Paraná       |
| 4    | Carlos     | Sergipe      |
| 3    | Mauricinho | Paraná       |
| 3    | Issamu     | Paraná       |
| 3    | Pixote     | Minas Gerais |
| 3    | Pernambuco | Sergipe      |
| 3    | Assis      | Sergipe      |
| 3    | Camarão    | Goiás        |
| 3    | Dile       | Pará         |

## Campeão geral
| Campeonato Brasileiro de Seleções de Futsal 2009 |
| ------------------------------------------------ |
| Sergipe 1º Título                                |